# Миро Попара
Мирослав Миро Попара (Фатница, код Билеће, 1. септембар 1913 – Бојишта, код Невесиња, 25. јул 1942), револуционар, учесник Народноослободилачке борбе и народни херој Југославије.

## Биографија
Рођен је 1. септембра 1913. у Фатници код Билеће. Потицао је из земљорадничке породице. Oсновну школу је завршио у родном месту, а гимназију је учио у Требињу, Мостару и Сремској Митровици. Као ученик гимназије почео је да се интересује за револуционарну прошлост свог родног краја. Интересовали су га буне и устанци у Херцеговини, а посебно је био заинтересован за револуционарну организацију „Млада Босна“. Такође, велики утисак на њега је оставила и Велика октобарска социјалистичка револуција, изведена 1917. године у Русији. Све ово га је приближили омладинском револуционарном покрету, а писао је и песме са родољубивим и социјалним садржајем.
За време студија на Правном факултету у Београду, прикључио се студентском револуционарном покрету. Учествовао је у свим студентским акцијама на Београдском универзитету, а 1935. године је примљен у чланство Комунистичке партије Југославије (КПЈ). Од 1936. године, радио је политички и у свом родном крају, где је одлазио за време распуста. Тамошњим комунистима је помагао на формирању партијских челија, отварању сеоских читаоница и књижница. Током 1937. године је радио на формирању партијских и скојевских организација у источној Херцеговини, а у Београду је радио на организовању средњошколске и радничке омладине, која је долазили из Херцеговине. Активно је радио на њиховом укључивању у револуционарни покрет.
За време грађанског рата у Шпанији, током 1937. године, активно је радио на организовању и илегалном пребацивању добровољаца из Југославије у Шпанију. Прикупљао је извештаје и друге вести о животу и борби југословенсих добровљаца у Шпанији. Такође је радио на популарисању шпанске борбе против фашизма и успостављао је везе са лево оријентисаним политичарима из грађанских политичких партија у циљу вођења кампање и пружања помоћи шпанској републици и југословенским добровољцима. Због тога је извесно време живео у илегалности.
Његова политичка делатност није остала непримећена од полиције, па је више пута био хапшен и пригањан. Први пут је био ухапшен 1936. године, када је у затвору на Ади Циганлији, провео од јула до новембра 1936. године. Фебруара 1938. године је постао члан Централног политичког одбора Уједињене студентске омладине Београдског универзитета, као представник студената из Босне и Херцеговине. Био је један од чланова делегације студената Београдског универзитета на преговорима с Влатком Мачеком, потпредседником Владе, поводом бруталног напада полиције на студентску и радничку омладину у време демонстрација у Београду, 14. децембра 1939. године.
У току 1939. и у првој половини 1940. године, радио је на организовању акција студентске омладине у Београду, посебно студената из Босне и Херцеговине, преко удружења „Петар Кочић“ и омладинске секције удружења „Неретва“. Путовао је на Косово и Метохију, и у Војводину и политички радио с колонистима из Херцеговине. Власт Краљевине Југославије је јануара 1940. године формирала концентрациони логор у Билећи и у њему затворила многе истакнуте комунисте, међу којима су били Моша Пијаде, Иван Милутиновић, Иво Лола Рибар и др. Миро је тада, по задатку Централног комитета КПЈ, отишао у Билећу и организовао успостављање везе и пружање помоћи комунистима затвореним у логору. Својим активним политичким радом, успео је да покрене широку акцију међу становништвом Билећког среза, али и дела источне Херцеговине, који су одлучно захтевали распуштање овог логора, што је касније и било учињено. У току лета 1940. године, по задатку је помагао Месном комитету КПЈ за Мостару, у организовању антифашистичких акција и радио је на формирању партијских организација у разним крајевима Херцеговине.
Од октобра 1940. године се налазио на одслужењу војног рока, у Ђачком батаљону у Марибору, где је похађао Школу резервних официра. Када је отпочео Априлски рат, 1941. године, Ђачки батаљон је био премештен у околину Јајца. После неког времена, без јасних наређења од виших комади, група бораца Ђачког батаљона, предвођења подофициром Милованом Шарановићем, је пружила отпор Немцима приликом њиховог уласка у Мркоњић Град. Убрзо потом, уследила је капитулација Југословенске војске, па се Миро са групом својих сабораца из Херцеговине и Црне Горе, упутио у родни крај.
По доласку у Херцеговину, одмах се укључио у организовање оружаног устанка. Као члан Обласног комитета КПЈ за Херцеговину и члан Обласног војног штаба за Херцеговину, активно је радио на учвршћивању партијских организација и на њиховом припремању за оружану борбу. Крајем јула 1941. године, био је именован за команданта Оперативног штаба НОП одреда Херцеговине, а убрзо потом и за секретара Обласног комитета КПЈ за Херцеговину. Од тада, па до његове погибије, све партизанске акције у источној Херцеговини, су вршене под његовом командом. Доласком групе војних руководилаца у Херцеговину, дужност команданта Оперативног штаба је преустио Петру Драпшину, а он је преузео дужност политичког комесара. Средином априла 1942. године, био је иницијатор стварања првог Обласног Народноослободилачког одбора за Херцеговину.
После преласка главнине партизанских снага у западну Херцеговину, почетком 1942. године учествовао је у тзв. „лијевим скретањима“, током којих су учињене многе грешке у развоју Народноослободилачке борбе у Херцеговине и извршени одређени злочини, у циљу спровођења социјалистичке револуције. Због ових грешака, заједно са осталим руководиоцима Оперативног штаба НОП-а Херцеговине – Петром Драпшином и Павлом Ковачевићем, био је 19. јуна 1942. године од стране ЦК КПЈ смењен и партијски кажњен. Убрзо потом, 23. јуна одлуком Врховног команданта НОВ и ПОЈ формирано је ново руководство Оперативног штаба за Херцеговину.
Још почетком јуна 1942. године, Оперативни штаб за Херцеговину и Прва чета Ударног батаљона, која је била задужена за обезбеђење Оперативног штаба, били су у близини села Брестица, код Неума нападнути од многобројнијих четничких снага. Да бих избегли уништење, одлучили су да се поделе у две групе. Прву групу је у правцу села Врбица, повео је Петар Драпшин, док су другу групу у правцу планине Бабe, повели Миро и његов заменик Павле Ковачевић. Тада је наступила велика криза за партизане, који су тотално ослабљени, били под сталним потерама четника. Миро и Павле тада су се налазили у дубокој илегали, крећући се у уском кругу бораца по селима у околини Невесиња. Приликом покушаја успостављања везе за пребацивање на Зеленгору, Павлов курир Марко Руљ их је издао четницима. У близини села Грабовица, код Невесиња, 18. јула 1942. године Миро и Павле су, мислећи да су пошли на састанак са „партизанима“, упали у четничку заседу и били ухвaћени. Четници су их одмах потом предали Италијанимa у Невесињу.
У италијанском затвору у Невесињу, Миро и Павле су били страховито мучени, али су одбијали да непријатељу одају било шта. Један од сведока њиховог мучења у затвору у Несесињу, био је затвореник Видак Чоловић, отац партизана Саве Чоловића. Када су Италијани увидели да од њих неће добити никакву информацију, осудили су их на смрт и стрељали 25. јула 1942. године у селу Бојишта, код Невесиња. Приликом стрељања, над ископаном раком, обојица су клицали Партији и Народноослободилачкој борби.
Указом Президијума Народне скупштине Федеративне Народне Републике Југославије, 21. децембра 1951. године, проглашен је за народног хероја.